# Penetração (projétil)

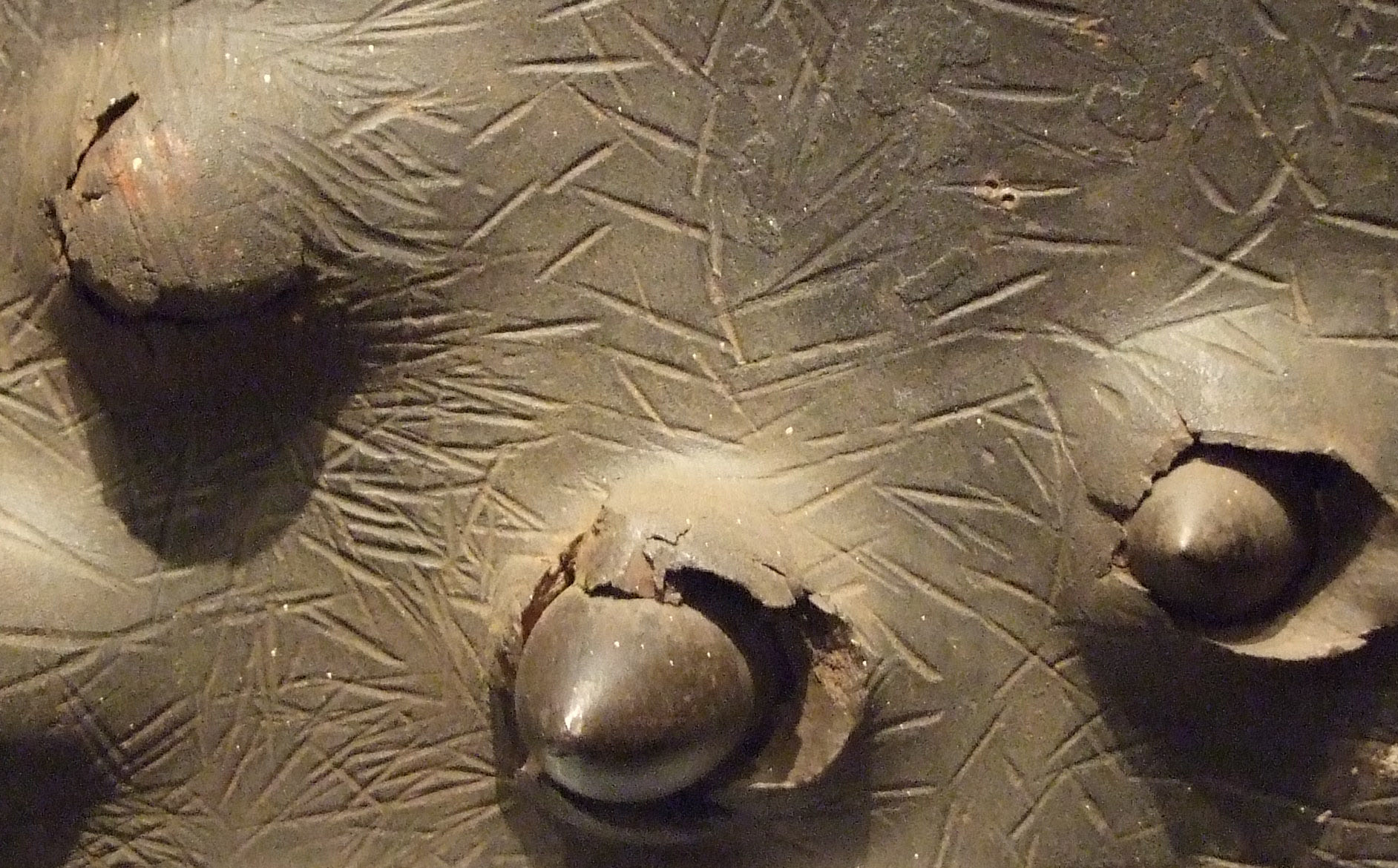
Placa blindada testada contra projéteis anti-tanque de dois quilos, demonstrando o "poder de penetração" dos mesmos.

Penetração de projétil é a capacidade de um projétil penetrar em um obstáculo ou penetrá-lo a uma certa profundidade.
Estritamente falando, a penetração ocorre quando um projétil entra em um alvo sem transpassá-lo e a perfuração ocorre quando o projétil passa completamente através do alvo, mas a palavra penetração é popularmente usada para se referir a ambos os eventos.

## Comportamento
A penetração de projétil (ou "poder de penetração"), depende: das características do projétil (forma, material, estrutura, tipo de dispositivo de ignição), propriedades do obstáculo, energia do projétil e ângulo de impacto. A velocidade do projétil é particularmente importante, mesmo com a mesma energia cinética.
Geralmente, a penetração de projétil é determinada experimentalmente. Geralmente é exibida na forma de uma tabela de distância-espessura para vários materiais e ângulos de impacto. Por exemplo, o projétil de grosso calibre PaK 38, ao disparar contra uma placa inclinada em um ângulo de 60°, perfurou 67 mm da mesma a uma distância de 100 m, a 500 m - 57 mm, a 1000 m - 44 mm e a 1500 m - 34 mm.
Projéteis com penetração especialmente baixa (por exemplo, feitos de PVC ou na forma de um saco com pellets, achatados na ponta) também estão sendo construídos, com o objetivo de incapacitar, mas não ferir seriamente ou matar. Essa munição não penetrante, são usadas em armas não letais usadas, por forças de segurança, entre elas a polícia.